# Dicranota (Eudicranota) sibirica pallidicosta
Dicranota (Eudicranota) sibirica pallidicosta is een ondersoort van de tweevleugelige Dicranota (Eudicranota) sibirica uit de familie Pediciidae. De ondersoort komt voor in het Palearctisch gebied.